# 木造赤坂遺跡
座標: 北緯34度39分30.8秒 東経136度29分18.8秒 / 北緯34.658556度 東経136.488556度
木造赤坂遺跡（こつくりあかさかいせき）または赤坂遺跡（あかさかいせき）は、三重県津市木造町（こつくりちょう）に所在する縄文時代から江戸時代にかけての複合遺跡。1971年（昭和46年）7月1日に「赤坂遺跡」の名称で津市指定史跡に指定された。また出土した朝鮮半島（韓半島）製の陶質土器は「木造赤坂遺跡出土陶質土器」の名称で三重県指定有形文化財（考古資料）に指定されている。

## 概要
雲出川左岸に面した沖積地および低位段丘面に広がる広大な低湿地遺跡である。現状はほとんど水田で、その一角に造られた広場が市指定史跡の指定範囲となっている。
1963年（昭和38年）の耕地整理に伴って最初の発掘調査が実施され、弥生時代後期の弥生土器や石鏃などのほか、竪穴建物跡などが検出された。また弥生時代遺構面の約30センチメートル下から、縄文土器を含む遺物包含層が検出され、縄文時代から弥生時代にかけての複合遺跡と判明した。
その後、国道23号中勢バイパス建設工事に伴い、史跡指定地より東側の遺跡範囲が2004年（平成16年）から三重県埋蔵文化財センターによって発掘調査され、周辺の遺跡も含めて縄文時代から江戸時代にかけての集落跡や溝・土坑など、大量の遺構と遺物が検出された。
2006年（平成18年）の第7次調査（e地区）では、古墳時代の遺構面（竪穴建物が密集する集落跡）から陶質土器など朝鮮半島の影響を受けた渡来系遺物が出土した。この内、第654号土坑に埋納されていた両耳状の突起をもつコップ形陶質土器は、朝鮮半島では韓国慶尚南道陜川郡などの伽耶地域の一部で出土しているが、日本列島内では他に出土事例がないもので、半島との具体的な交流を示す資料として2009年（平成21年）に県指定有形文化財（「木造赤坂遺跡出土陶質土器」）に指定された。